# ژانویه ۲۰۱۱
ژانویه ۲۰۱۱، یکی از ماه‌های ۲۰۱۱ (میلادی) است.
آغاز آن روز شنبه، برابر با ۱۱ دی ۱۳۸۹ خورشیدی.

## ۱ ژانویه۲۰۱۱
- سوءقصد انتحاری علیه مسیحیان مصر

یک سوءقصدکننده‌ی انتحاری، خود را درون یک خودرو در برابر یک کلیسای متعلق به مسیحیان ارتدکس قبطی منفجر کرد. شدت انفجار چنان مهیب بود که ده‌ها نفر را با خود به کام مرگ کشاند. بیش از ۸۰ مجروح برجای مانده است. در واکنش، صدها مسیحی خشمگین در اعتراض به این سوءقصد، دست به راه‌پیمایی زدند. تظاهرکنندگان با نیروهای امنیتی مصر وارد زدوخورد شدند و به سوی آنها سنگ پرتاب کردند. دویچه وله فارسی
سلام
- میلیون‌ها نفر در جهان آغاز سال ۲۰۱۱ را جشن گرفتند

مردم بسیاری از کشورهای جهان سال جدید میلادی را جشن گرفته‌اند. جزایر جنوب اقیانوس آرام و نیوزیلند اولین نقاطی بودند که با آتش بازی به استقبال سال نو رفتند. در شهر اوکلند نیوزیلند مردم بی اعتنا به زلزله ۳/۳ ریشتری ساعت ۱۰ شب در خیابانها جمع شده و به رقص و پایکوبی پرداختند. در سیدنی استرالیا یک میلیون و ۵۰۰ هزار نفر از ۱۲ ساعت قبل با لحاف و پتو در پارکها جمع شدند تا آتش بازی ۷ تنی بر فراز پل هاربر را تماشا کنند. در هنگ کنگ صدها هزار نفر در بندر ویکتوریا و بر پشت بام آسمان خراش‌ها رفتند. در تایپه پایتخت تایوان آتش بازی به شکل یک اژدهایی بود که از بلندترین آسمانخراش این شهر نیز بالاتر رفت. این جشن که ۲ میلیون دلار هزینه برای تایوان در بر داشت بزرگترین مراسم سال نو در تاریخ این جزیره بوده‌است. بی‌بی‌سی فارسی
- استونی به یورو پیوست

جمهوری استونی، هفدهمین کشور اتحادیه اروپا است که به حوزه یورو پیوسته است. استونی اولین کشور از جمهوری‌های سابق اتحاد جماهیر شوروی است که واحد پول یورو را به جای پول ملی، به گردش در می‌آورد. بی‌بی‌سی فارسی
- حراج خودروی رئیس جمهوری ایران آغاز شد

## ۲ ژانویه۲۰۱۱
- مجلس تشکیل وزارت ورزش و جوانان را تصویب کرد

نمایندگان مجلس شورای اسلامی ایران، روز یکشنبه، تصویب کردند که با ادغام سازمان تربیت بدنی و سازمان ملی جوانان، وزارتخانه‌ای جدید به نام وزارت ورزش و جوانان ایجاد شود. این طرح با ۱۵۷رای موافق در برابر ۴۴ رای مخالف تصویب شد. این در حالی است که شنبه روسای ۵۱ فدراسیون ورزشی مخالفت خود را با تشکیل این وزارتخانه اعلام کرده بودند. در نامه سرگشاده روسای فدراسیون‌ها آمده بود: «تشکیل وزارت ورزش و جوانان در شرایط فعلی نه تنها کمکی به حل مشکلات موجود ورزش در کشور نمی‌کند، بلکه می‌تواند در روند رو به رشد پیشرفت ورزش هم اخلال ایجاد کند.» رادیوفردا
- طبق یک سند جدید ویکی لیکس، اسرائیل خود را برای یک «جنگ گسترده» در خاورمیانه آماده می‌کند

طبق یک سند جدید منتشر شده توسط وبسایت ویکی لیکس، گابی اشکنازی، فرمانده ارتش اسرائیل، در آبان ماه سال گذشته، اعلام کرده‌است که خود را برای یک «جنگ گسترده در خاورمیانه» آماده می‌کند. طبق سند منتشر شده توسط ویکی لیکس، فرمانده ارتش اسرائیل همچنین گفته‌است، ایران حدود ۳۰۰ موشک شهاب دارد که در صورت شلیک، اسرائیل تنها بین ۱۰ تا ۱۲ دقیقه برای مقابله با آن زمان دارد. رادیوفردا
- پیشنهاد یک میلیارد تومانی برای پژوی احمدی نژاد

احمد اسفندیاری، سرپرست سازمان بهزیستی ایران، می‌گوید «بیشترین مبلغ برای خرید خودروی احمدی نژاد تا کنون یک میلیارد تومان بوده که از سوی کشورهای عربی پیشنهاد شده‌است.» پس از گذشت یکماه از وعده وزیر رفاه و تامین اجتماعی مبنی بر حراج بین المللی خودرو پژو رئیس جمهور، سازمان بهزیستی بصورت اینترنتی اقدام به ثبت نام از افراد متقاضی کرده‌است. رادیوفردا
- صادرات نفت روسیه به چین از طریق یک خط لوله جدید آغاز شد

برای نخستین‌بار، روسیه صادرات نفت به چین از طریق یک خط لوله جدید را آغاز کرد. بخش بزرگی از این خط لوله پنجاه هزار کیلومتری از غرب سیبری می‌گذرد. این معاهده چندین میلیارد دلاری اهمیت استراتژیک زیادی برای هر دو کشور دارد. روسیه تا پیش از این در مجموع سالانه نه میلیون تن نفت را از طریق خط آهن به چین می‌فرستاد که از این پس با وجود خط لوله جدید این کشور توانسته راهی به مراتب ارزان‌تر برای صادرات نفت به چین بیابد. دویچه وله فارسی
- رئیس‌جمهور جدید برزیل سوگند یاد کرد

## ۳ ژانویه۲۰۱۱
- ویکی‌لیکس: اسرائیل در صورت حمله موشکی ایران ۱۲ دقیقه فرصت دارد

برپایه اسناد دیپلماتیک تازه‌ای که وبسایت ویکی‌لیکس منتشر کرده‌است، رئیس ستاد مشترک ارتش اسرائیل به یک هیات آمریکایی در سال ۲۰۰۹ گفته‌است اسرائیل خود را برای یک جنگ گسترده آماده می‌کند. برپایه این گزارش رئیس ستاد مشترک ارتش اسرائیل همچنین گفته‌است که در صورت حمله موشکی ایران، اسرائیل تنها ۱۰ تا ۱۲ دقیقه برای واکنش فرصت خواهد داشت. رادیوفردا
- تورم در ایران دوباره دو رقمی شد

بانک مرکزی ایران گزارش داده که نرخ تورم در آذر ماه بعد از هفت ماه دو باره دو رقمی شده‌است. بنابر این گزارش، نرخ تورم در آذر ماه به ۱۰٫۱ درصد رسیده‌است که نسبت به ماه قبل ۱٫۵ درصد افزایش نشان می‌دهد. نرخ تورم در اردیبهشت امسال یک رقمی شده و در مرداد به کمترین میزان خود یعنی ۸٫۸ رسیده بود، اما از اواخر تابستان دوباره آهنگ صعودی آغاز کرد و اکنون باز دورقمی شده‌است. دو رقمی شدن نرخ تورم با حذف یارانه‌ها همزمان شده‌است. دو هفته پیش دولت با تاخیری نه ماهه سرانجام برنامه حذف یارانه‌ها را به اجرا گذاشت. بی‌بی‌سی فارسی
- برکناری هم‌زمان چهارده مشاور رئیس‌جمهور در ایران

محمود احمدی‌نژاد روز شنبه ۱۱ دی ۱۳۸۹ در اقدامی هم‌زمان ۱۴ مشاور خود را از سمت «مشاورت رئیس‌جمهور» برکنار کرد. ۱۴ مشاوری که از سمت‌های‌شان برکنار شده‌اند، عبارتند از: مهدی کلهر (مشاور رسانه‌ای)، داوود دانش‌جعفری (مشاور عالی اقتصادی)، کاظم وزیری هامانه (مشاور امور نفت و گاز)، مهدی چمران (مشاور امور شوراها)، محمد رویانیان، محمدجواد حاج‌علی‌اکبری (مشاور امور جوانان)، سوسن کشاورز (مشاور امور تعلیم و تربیت)، علی‌اصغر زارعی (مشاور فرهنگی)، ابوالفضل توکلی‌بینا (مشاور امور اصناف و بازرگانی)، محمدرضا اعتمادیان (مشاور امور اصناف و بازرگانی)، ستار وفایی، علی منتظری و مهدی مصطفوی. بی‌بی‌سی فارسی، دویچه وله فارسی
- توقیف دو کشتی دیگر ایران در مالت و هُنگ‌کُنگ

## ۴ ژانویه۲۰۱۱
- علی‌رضا پهلوی، فرزند شاه سابق ایران درگذشت

شاهزاده علی‌رضا پهلوی، فرزند محمدرضا پهلوی و فرح دیبا، در شهر بوستون آمریکا، درگذشت. در وب‌گاه رسمی شاهزاده رضا پهلوی، علت مرگ برادرش «خودکشی» ذکر شده‌است. علی‌رضا پهلوی دانش‌آموخته دانشگاه هاروارد در رشته ایران‌شناسی بود. وبگاه رضا پهلوی، بی‌بی‌سی فارسی، رادیو فردا، دویچه وله فارسی، یورونیوز فارسی
- تلاش برای «کناره‌گیری آبرومندانه» رهبر ساحل عاج

رهبران چهار کشور آفریقایی کنیا، بنین، کیپ ورد و سیرالئون با سفر به ساحل عاج، تلاش تازه‌ای را برای متقاعد کردن لورن باگبو به کناره‌گیری از قدرت آغاز کرده‌اند. هم‌زمان، مقام‌های وزارت امور خارجه آمریکا بر «کناره‌گیری آبرومندانه» لورن باگبو تاکید کردند، اما گفتند که وی فرصت زیادی ندارد. لورن باگبو که از سال ۲۰۰۰ میلادی، قدرت را در ساحل عاج در دست داشته، شکست در دور دوم انتخابات ریاست‌جمهوری ماه نوامبر گذشته را رد می‌کند. بی‌بی‌سی فارسی، یورونیوز فارسی
- تودیع مئیر داگان از موساد پس از هشت سال

## ۵ ژانویه۲۰۱۱
- فرمانده یک ناو هواپیمابر آمریکا برکنار شد

## ۶ ژانویه۲۰۱۱
- آغاز به کار ۱۱۲مین کنگره آمریکا

صد و دوازدهمین کنگره ایالات متحده آمریکا کار خود را با جابجایی قدرت در مجلس نمایندگان آمریکا از حزب دموکرات به حزب جمهوری‌خواه آغاز کرده‌است. جمهوری‌خواهان که پس از چهار سال به اکثریت در مجلس نمایندگان باز می‌گردند، هدف خود را کوچک‌تر کردن دولت آمریکا و کاستن از هزینه‌های عمومی اعلام کرده‌اند. کنگره آمریکا حاوی دو مجلس سنا و مجلس نمایندگان است. بی‌بی‌سی فارسی
- اتحادیه اروپا دعوت ایران برای بازدید از تاسیسات اتمی را رد کرد

کشورهای اتحادیه اروپا در حال تهیه پاسخی مشترک به دعوت ایران برای دیدار از تاسیسات اتمی ایران هستند. از دیدگاه این اتحادیه‌، بازدید از تاسیسات هسته‌ای ایران باید از سوی بازرسان آژانس بین‌المللی انرژی اتمی صورت گیرد. در عین حال اتحادیه‌ی اروپا تاکید دارد که ایران امکان بازدید از تاسیسات اتمی خود را برای بازرسان آژانس بین‌المللی فراهم کند، امری که از یک سال پیش به این سو صورت نگرفته‌است. دویچه وله فارسی
- جنوب سودان برای جدایی آماده می‌شود

## ۷ ژانویه۲۰۱۱
- موساد: ایران تا چهار سال دیگر نمی‌تواند بمب اتمی داشته باشد

مئیر داگان، رئیس سازمان اطلاعاتی اسرائیل که دوره ماموریتش به علت خرابکاری در اسراییل به پایان رسید و جای خود را به تمیر پاردو داده، گفته‌است که به نظر او، ایران تا چهار سال دیگر قادر به تولید بمب اتمی نیست. به گفته آقای داگان، «مجموعه مشکلاتی که در روند فعالیت‌های هسته‌ای ایران پیش آمده‌است، پیشرفت این فعالیت‌ها را کند کرده و این کشور هنوز فاصله زیادی با دستیابی به هسته‌ای دارد.» او گفته‌است که ایران تا قبل از سال ۲۰۱۵ میلادی نخواهد توانست به بمب اتمی دست یابد. او همچنین در خصوص عملیات نیروهای ایران در خاک اسراییل به تلافی کشته شدن دانشمندان هسته ای ایران هیچ توضیحی نداد و فقط به کشته شدن عوامل ایران در زمان خروج از اسراییل اشاره کرد.بی‌بی‌سی فارسی
- جام ملت‌های آسیا آغاز شد

پانزدهمین دورهٔ رقابت‌های فوتبال جام ملت‌های آسیا با انجام دیدار تیم‌های ازبکستان و قطر آغاز شد که تیم میزبان در این دیدار که از حمایت هوادارانش سود می‌برد، با دو گل تن به شکست داد. فوتبال ۳
- دیوان عالی اسرائیل: «جدایی زن و مرد در اتوبوس‌ها غیرقانونی است»

دیوان عالی اسرائیل جدایی جنسیتی در اتوبوس‌های مخصوص یهودیان ارتدوکس در اسرائیل را «غیرقانونی و خلاف مدارا و موازین دمکراتیک» اعلام کرد. مدافعان حقوق زنان و هواداران اصطلاحات مذهبی از این حکم استقبال کرده‌اند. در حکم دیوان عالی اسرائیل آمده‌است: «شرکت‌های اتوبوسرانی عمومی مجاز نیستند به زنان بگویند یا به آن‌ها تحمیل کنند که در قسمت عقب اتوبوس باشند یا لباس‌های معینی را بر تن کنند. زنان حق دارند که هر جای اتوبوس که مایلند بنشینند یا بایستند». در این اتوبوس‌ها که از سال ۱۹۹۸ در خیابان‌های اسرائیل مشغول کارند، زنان باید لباس‌های کاملا پوشیده به تن داشته باشند و در قسمت عقب اتوبوس بنشینند یا بایستند. بی‌بی‌سی فارسی
- ناسا «۲۰۱۲» را «چرندترین فیلم» علمی‌خیالی تاریخ لقب داد

در جریان کنفرانسی که اخیرا در کالیفرنیا برگزار شد، گروهی از دانشمندان سازمان ناسا در آمریکا فیلم علمی-تخیلی «۲۰۱۲» ساخته رولند امریک را از نظر علمی چرندترین فیلم تاریخ سینما معرفی کردند. به نوشته روزنامه بریتانیایی گاردین، فیلم ۲۰۱۲ که فیلمی تخیلی درباره حوادث طبیعی و ویرانی کره زمین است از نظر فروش در گیشه نسبتا موفق بود. بودجه ساخت این فیلم که در سال ۲۰۰۹ به روی پرده رفت حدود ۲۰۰ میلیون دلار بود، ولی از محل فروش بلیت بالغ بر ۸۰۰ میلیون دلار درآمد از آن کسب شد. رادیوفردا
- راه‌پیمایی افغان‌ها علیه توقیف تانکرهای سوخت در ایران

شماری از ساکنین کابل برای دومین‌بار در سه روز اخیر علیه توقیف تانکرهای نفت بازرگانان افغان در مرز شرقی ایران، علیه این کشور در مقابل سفارت ایران در کابل تظاهرات کردند. به گفته معترضان، اقدام ایران در جلوگیری از عبور کامیون‌های حامل سوخت از مرز این کشور با افغانستان، باعث افزایش شدید بهای مواد سوختی در افغانستان شده‌است. بی‌بی‌سی فارسی، دویچه وله فارسی
- درز اسرار فنی خودروسازی رنو، فرانسه را نگران کرد

شرکت خودروسازی فرانسوی رنو می‌گوید که درز اطلاعات محرمانه این شرکت درباره مدل جدیدی از خودروی برقی که در دست تهیه داشته‌است، خطری جدی را متوجه این شرکت کرده‌است. اطلاعات درز کرده به یک خودروسازی در کشوری خارجی داده شده‌است. بی‌بی‌سی فارسی، یورونیوز فارسی
- دستگیری مامور پیشین سیا به اتهام افشای اطلاعات مربوط به ایران

## ۸ ژانویه۲۰۱۱
- تبرئه نویسنده «هری پاتر» از اتهام کپی‌برداری

قاضی دادگاهی در آمریکا شکایت علیه جی کی رولینگ، نویسنده سری داستان‌های پرطرفدار «هری پاتر» را ناموجه دانست. ورثه آدریان جیکوبز، نویسنده بریتانیایی، مدعی بودند که طرح داستانی «هری پاتر و جام آتش» مجلد چهارم از مجموعه داستان‌های هری پاتر از روی کتاب «ماجراهای ویلی جادوگر» برداشت شده‌است. کتاب نامبرده از آثار تخیلی آدریان جیکوبز، نویسنده بریتانیایی است که در سال ۱۹۹۷ درگذشت. شیرا شیندلین، قاضی دادگاه ایالات متحده، در رأی خود استدلال کرده‌است که «هری پاتر» نمی‌تواند برداشت یا تقلیدی از اثر آقای جیکوبز باشد. به نظر خانم قاضی دادگاه دو اثر یادشده «از نظر درونمایه و سبک کاملا متفاوت هستند». بی‌بی‌سی فارسی
- درخواست آمریکا از تویتر برای ارایه مشخصات فعالان مرتبط با ویکی‌لیکس

دولت آمریکا در حکمی قضایی ازمسئولان وب سایت اجتماعی تویتر خواسته‌است که مشخصات افراد مرتبط با سایت افشاگر ویکی لیکس را ارائه کنند. دادگاه فدرال ایالت ویرجینیا در حکم خود خواستار مجموعه اطلاعاتی از جمله اسم کاربری، آدرس محل سکونت، سابقه ارتباطات، شماره تلفنها و همچنین مشخصات بانکی این افراد شده‌است. در میان کسانی که اسم آنها مطرح شده نام جولیان آسانژ، موسس ویکی لیکس و همچنین یکی از نمایندگان پارلمان ایسلند به چشم می‌خورد. بی‌بی‌سی فارسی
- هشدار رهبر سودان درباره پیامدهای استقلال جنوب

## ۹ ژانویه۲۰۱۱
- سقوط یک هواپیمای مسافربری با ۱۰۵ سرنشین در نزدیکی ارومیه

یک هواپیمای بویینگ ۷۲۷ متعلق به ایران ایر با شماره پرواز ۲۷۷ که از فرودگاه مهرآباد تهران به مقصد فرودگاه ارومیه برخاسته بود، در حوالی شهر ارومیه در شمال غربی ایران با ۱۰۵ نفر سرنشین سقوط کرد. در این حادثه 77 نفر کشته و 27 نفر مجروح شده‌اند. رادیو زمانه، بی‌بی‌سی فارسی، رادیو فردا، دیچه‌وله فارسی
- حضور گسترده در همه‌پرسی جنوب سودان برای استقلال

رای‌گیری در جنوب سودان برای استقلال از بخش شمالی آن کشور آغاز شده‌است. گزارش‌های رسانه‌ای حاکی از آن است که تعداد زیادی از رای‌دهندگان در همه‌پرسی شرکت کرده‌اند. در صورتی که در همه‌پرسی امروز به استقلال جنوب سودان رای مثبت داده شود، جدیدترین کشور دنیا در این منطقه نفت‌خیز شکل خواهد گرفت. تحلیل‌گران پیش بینی کرده‌اند که اکثریت مردم جنوب سودان به استقلال این منطقه از شمال رای دهند. بی‌بی‌سی فارسی، رادیو فردا + بی‌بی‌سی فارسی: پرسش و پاسخ؛ همه پرسی استقلال جنوب سودان
- تیراندازی به نمایندهٔ آریزونا در کنگره ۵ کشته به جا گذاشت

## ۱۰ ژانویه۲۰۱۱
- جدایی‌طلبان باسک «آتش‌بس دائمی» اعلام کردند

## ۱۱ ژانویه۲۰۱۱
- آمریکا حکم نسرین ستوده را قویا محکوم کرد

ایالات متحده آمریکا با «ناعادلانه» و «سنگین» توصیف‌کردن مجازات حبس و ممنوعیت فعالیت حرفه‌ای برای نسرین ستوده، وکیل دادگستری و فعال حقوق بشردر ایران، خواهان آزادی فوری او شده‌است. نسرین ستوده در تاریخ ۱۹ دی ۱۳۸۹ به اتهام «اقدام علیه امنیت ملی ایران، تبانی و تبلیغ علیه نظام جمهوری اسلامی و عضویت در کانون مدافعان حقوق بشر» به ۱۱ سال حبس تعزیری، ۲۰ سال محرومیت از وکالت و ۲۰ سال ممنوعیت خروج از کشور محکوم شده‌است. بی‌بی‌سی فارسی
- برزیل «ممنوعیت» آثار پائولو کوئیلو در ایران را محکوم کرد

## ۱۲ ژانویه۲۰۱۱
- دولت وحدت ملی لبنان سقوط کرد

استعفای یازده وزیر عضو حزب الله لبنان و متحدان‌اش منجر به فروپاشی «دولت وحدت ملی» لبنان شده‌است. سقوط دولت در زمانی اتفاق افتاد که سعد حریری ، نخست‌وزیر لبنان در دیداری رسمی از آمریکا به سر می‌برد. این اقدام در اعتراض به دادگاه بین‌المللی رسیدگی به پرونده ترور رفیق حریری نخست‌وزیر سابق لبنان صورت گرفته‌است. دادگاه بین‌المللی بعد از ترور رفیق حریری برای یافتن عاملان قتل او از سوی سازمان ملل متحد تشکیل شده‌است. بی‌بی‌سی فارسی، یورونیوز فارسی
- تاجیکستان بیش از هزار کیلومتر مربع از خاک خود را به چین می‌دهد

مجلس تاجیکستان به طور رسمی با واگذاری هزار و ۱۱۲ کیلومتر مربع از خاک این کشور به چین در منطقه مرزی مورد اختلاف دو کشور، در شرق تاجیکستان موافقت کرد. تاجیکستان سال‌ها با چین بر سر ۲۸ هزار و ۴۱۲ کیلومتر مربع از خاک مرزی خود اختلاف داشته‌است. منطقه واگذارشده، بخش‌هایی از رشته‌کوه پامیر را در بر می‌گیرد که به طور پراکنده مورد سکونت اقوامی که عمدتا تاجیک و شیعه‌مذهب هستند، قرار دارند. رادیو فردا
- سیل مهیب در شهر بریزبین استرالیا

## ۱۳ ژانویه۲۰۱۱
- سیل در برزیل حدود ۳۵۰ کشته بر جای گذاشت

در حالی که عملیات تجسس و امداد رسانی برای نجات سیل‌زدگان برزیلی ادامه دارد، شمار قربانیان ناشی از جاری‌شدن سیل و رانش زمین در جنوب شرقی این کشور نزدیک به ۳۵۰ نفر رسیده‌است. بنا به گزارش رسانه‌های برزیلی تعداد کشته‌شدگان در شهر نوا فریبورگو به ۱۵۵ نفر، ترسوپولیس به ۱۴۶ نفر و پتروپولیس به ۳۴ نفر رسیده‌است. بی‌بی‌سی فارسی
- چهارمین تظاهرات ضد دولت ایران در کابل طی دو هفته اخیر

## ۱۴ ژانویه۲۰۱۱
- رئیس جمهوری تونس از قدرت کنار رفت

زین‌العابدین بن علی، رئیس‌جمهور تونس، در پی هفته‌ها تظاهرات ضددولتی در آن کشور، پس از ۲۳ سال در مقام رئیس‌جمهوری از قدرت کناره گرفت و جای خود را موقتا به محمد الغنوشی، نخست‌وزیر سپرد. بی‌بی‌سی فارسی، دویچه وله فارسی
- بانک جی‌پی مورگان چیس، حساب برخی از دفاتر نمایندگی خارجی عضو سازمان ملل را مسدود کرد

بانک خصوصی جی‌پی مورگان چیس که بخش عمده‌ای از خدمات بانکی سازمان ملل متحد و دفاتر نمایندگی‌های خارجی مستقر در این سازمان را برآورده می‌کند، در اقدامی حساب‌های بانکی دفاتر نمایندگی تعدادی از کشورهای عضو سازمان ملل متحد در نیویورک و حساب‌های بانکی کارمندان این دفاتر را مسدود کرد. گفته می‌شود که علت اصلی این تصمیم بانک جی‌پی مورگان چیس «هزینه اضافی ناشی از مقررات دولت آمریکا برای نظارت و گزارش در مورد عملیات مربوط به این حساب‌های بانکی بوده‌است». بی‌بی‌سی فارسی، دویچه وله فارسی، رادیو بین‌المللی فرانسه
- سفیر ایران خواستار دستگیری تظاهرکنندگان کابل شد

## ۱۵ ژانویه۲۰۱۱
- «رئیس‌جمهور موقت» تونس در میان ناآرامی‌ها سوگند یاد کرد

فواد المبزع، رئیس مجلس تونس، به عنوان «رئیس‌جمهوری موقت» سوگند یادکرد. در شهرها، سربازان و تانک‌های ارتش تونس در اطراف ساختمان‌های دولتی مستقر شده‌اند و در طول شب نیز ناآرامی‌ها ادامه داشته‌است. در شهر منستیر که از مراکز تفریحی در تونس است، یک زندان به آتش کشیده‌شده و گفته می‌شود که بیش از پنجاه زندانی در اثر این آتش سوزی کشته شده‌اند و زندانیان دیگر نیز فرار کرده‌اند. بی‌بی‌سی فارسی
- رئیس مجلس تونس «رئیس‌جمهوری موقت» می‌شود

در حالی که ناآرامی‌ها در تونس هم‌چنان ادامه دارد، شورای قانون اساسی این کشور می‌گوید که فواد المبزع، رئیس مجلس تونس، به عنوان «رئیس‌جمهوری موقت» عمل خواهد کرد و انتخابات ریاست جمهوری تونس باید ظرف شصت روز آینده برگزار شود. شورای قانون اساسی تونس هرگونه احتمال بازگشت زین‌العابدین بن علی به قدرت را رد کرده‌است. محمد الغنوشی، نخست‌وزیر تونس که با فرار زین‌العابدین بن علی، زمام امور این کشور را در دست گرفت، از مردم کشورش خواسته‌است تا به برقراری مجدد نظم کمک کنند و در اصلاحات سیاسی، اجتماعی و اقتصادی تونس مشارکت داشته‌باشند. بی‌بی‌سی فارسی
- زین‌العابدین بن علی به عربستان گریخت

زین‌العابدین بن علی، رئیس‌جمهوری سابق تونس پس از ۲۳ سال زمام‌داری، به همراه خانواده‌اش به عربستان سعودی گریخته‌است. ده‌ها نفر از مردم تونس در هفته‌های اخیر در حمله نیروهای امنیتی به تظاهرکنندگان ضددولتی کشته شده‌اند. تظاهرات گسترده در تونس در ابتدا به خاطر اعتراض به بی‌کاری گسترده، فساد دولتی و افزایش قیمت مواد خوراکی برپا شد و در نهایت حکومت زین‌العابدین بن علی را هدف گرفت. بی‌بی‌سی فارسی، دویچه وله فارسی
- برتری ايران مقابل کره شمالی با گل انصاری فرد

## ۱۶ ژانویه۲۰۱۱
- نیویورک تایمز: «استاکس نت طرح آمریکا و اسرائیل بود»

روزنامه نیویورک تایمز در تاریخ ۱۶ ژانویه ۲۰۱۱ میلادی، در مقاله‌ای مدعی شد که «اسرائیل کرم رایانه‎ای استاکس‌نت را در مرکز اتمی دیمونا و بر روی سانتریفیوژهای مشابه‌ای که ایران از آن‌ها در تاسیسات غنی‌سازی نطنز استفاده می‌کند، با موفقیت آزمایش کرده‌بود». این در حالی‌ست که دولت اسرائیل یا آمریکا هیچ‌گاه به طور رسمی دست‌داشتن در انتشار استاکس‌نت را تایید نکرده‌اند. نیویورک تایمز، بی‌بی‌سی فارسی
- همه‌پرسی استقلال جنوب سودان پایان یافت

## ۱۷ ژانویه۲۰۱۱
- ایران از غیبت کشورهای غربی در بازدید از مراکز اتمی‌اش انتقاد کرد

## ۱۸ ژانویه۲۰۱۱
- ادعانامه «مهر و موم شده» قتل حریری صادر شد

دانیل بلِمار، دادستان دادگاه بین‌المللی رسیدگی به پرونده ترور رفیق حریری که با پشتیبانی سازمان ملل متحد فعالیت می‌کند، ادعانامه قتل رفیق حریری را منتشر کرده‌است. اما اسامی مظنونان فعلا سری باقی می‌ماند. تصور عمومی این است که اسامی افراد مظنون شامل اعضای گروه شبه‌نطامی حزب‌الله لبنان باشد. بی‌بی‌سی فارسی
- سازمان ملل در مورد محموله سلاح ایرانی در نیجریه تحقیق می‌کند

گروهی از کارشناسان امور ایران در سازمان ملل متحد به نیجریه سفر کرده‌اند تا بررسی کنند که آیا ایران با ارسال محموله سلاحی که اوایل آبان ۱۳۸۹ خورشیدی در بندر لاگوس توقیف شد، قطعنامه‌های سازمان ملل را نقض کرده بود یا خیر. ایران طبق قطعنامه‌های سازمان ملل اجازه فروش مستقیم یا غیرمستقیم اسلحه را ندارد. بی‌بی‌سی فارسی
- گسترش دامنه ادعاها علیه برلوسکونی در ارتباط با روابط با روسپی‌ها

دادستان‌های ایتالیایی ادعا کرده‌اند که سیلویو برلوسکونی، نخست‌وزیر ایتالیا با «شمار قابل توجهی» از روسپی‌های جوان از جمله با یک روسپی مراکشی‌تبار، آمیزش جنسی داشته‌است. دادستان‌های ایتالیایی در درخواست خود برای بازرسی از املاک سیلویو برلوسکونی، به این ادعاها اشاره کرده‌اند که او به این زنان پول پرداخت کرده یا اجازه استفاده از آپارتمان‌هایش را به آن‌ها داده‌است. سیلویو برلوسکونی در بیانیه‌ای نوشته «حتی فکر این‌که من برای هم‌آغوشی با یک زن به او پول پرداخته‌ام، مضحک است. من این کار را تحقیرآمیز می‌دانم». بی‌بی‌سی فارسی، یورونیوز فارسی
- زلزلهٔ ۷.۲ ریشتری در پاکستان

## ۱۹ ژانویه۲۰۱۱
- مداخله رهبر ایران در مورد بانک مرکزی به درخواست احمدی‌نژاد

هم‌زمان با انتشار روایت‌های متفاوت از نتیجه جلسه اخیر مجمع تشخیص مصلحت نظام در مورد بانک مرکزی ایران، اعلام شده‌است که سید علی خامنه‌ای، رهبر جمهوری اسلامی ایران، به درخواست محمود احمدی‌نژاد، رئیس‌جمهوری این کشور در مورد اختلاف مجلس و دولت بر سر مدیریت بانک مرکزی مداخله کرده‌است. بی‌بی‌سی فارسی، دویچه وله فارسی
- لوموند: «همسر بن‌علی با یک و نیم تن طلا فرار کرد»

## ۲۰ ژانویه۲۰۱۱
- بازداشت ۱۲۷ تن از اعضای گروه‌های مافیایی در آمریکا

ماموران اف‌بی‌آی در ساعات نخستین بامداد روز پنجشنبه ۲۰ ژانویه ۲۰۱۱ موفق شدند ۱۲۷ نفر از اعضای باندهای مافیایی را در شهرهای منطقه نیو انگلند آمریکا بازداشت کنند. این یکی از بزرگترین عملیات‌های اف‌بی‌آی در زمینه بازداشت خلافکاران باسابقه در این کشور بوده است. برخی از بازداشت‌شدگان دارای پرونده‌هایی با سابقه بیش از ۳۰ سال قتل، پولشویی، جرم و جنایت و اخاذی از افراد و شرکت‌ها هستند. ان‌پی‌آر، سی‌ان‌ان، ام‌اس‌ان‌بی‌سی
- آندرانیک تیموریان کاپیتان تیم ملی فوتبال ایران شد

بازوبند کاپیتانی تیم ملی فوتبال ایران به آندرانیک تیموریان هافبک تیم تراکتورسازی تبریز رسید. ریا نووستی
- ۳۳ نفر از اعضای خانواده رئیس جمهور پیشین تونس «دستگیر» شدند

تلویزیون تونس اعلام کرده‌است که حدود ۳۳ نفر از اعضای خانواده و فامیل زین‌العابدین بن علی، رئیس‌جمهور سرنگون‌شده این کشور، در حین خروج از کشور دستگیر شده‌اند. در همین حال گزارش شده‌است که دادستان‌های تونس در حال بررسی دارایی‌های خارجی زین‌العابدین بن علی و خانواده‌اش هستند. دارایی‌های خانواده بن علی تا ۵ میلیارد دلار برآورد شده‌است. مقام‌های سوئیسی اعلام کرده‌اند که کلیه حساب‌های رئیس‌جمهور سرنگون‌شده تونس را مسدود کرده‌اند. بی‌بی‌سی فارسی، تلگراف
- لغو خدمت وظیفه عمومی در آلمان

کارل تئودر تسو گوتنبرگ، وزیر دفاع آلمان لغو خدمت وظیفه عمومی در آلمان را اعلام کرد. خدمت وظیفه عمومی در آلمان از سال ۱۹۵۶ میلادی اجباری شد. از آن زمان به‌بعد، هر مرد جوان آلمانی که ۱۸ ساله می‌شد، مکلف بود این دوره را پشت سر بگذارد یا در عوض خدمت اجتماعی انجام دهد. دویچه وله فارسی
- قرآن با خون صدام، جنجالی تازه در عراق

## ۲۱ ژانویه۲۰۱۱
- فعالیت کلیه احزاب سیاسی در تونس آزاد شد

دولت جدید تونس می‌گوید ممنوعیت فعالیت کلیه احزاب و تشکل‌های سیاسی، از جمله اسلام‌گرایان را لغو و همه زندانیان سیاسی را عفو کرده‌است. بی‌بی‌سی فارسی
- دولت ایرلند سقوط کرد

در پی استعفای ۶ وزیر از کابینه ۱۴ نفره دولت ایرلند سقوط کرد. برایان کوئن، نخست‌وزیر ایرلند اعلام کرد که در روز ۱۱ مارس انتخابات پیش‌رس پارلمانی برگزار می‌شود. دویچه وله فارسی
- دانشگاه الازهر با واتیکان قطع رابطه کرد

دانشگاه الازهر که یکی از مهم‌ترین مراکز آموزشی جهان اسلام است، در اعتراض به سخنان پاپ بندیکت شانزدهم، رهبر کاتولیک‌های جهان، اعلام کرد که «گفت و گوهای دوره‌ای خود با واتیکان را متوقف کرده‌است». دانشگاه الازهر، سخنان اخیر پاپ درباره لزوم حفاظت از مسیحیان در خاورمیانه را علت قطع رابطه اعلام کرده‌است. بی‌بی‌سی فارسی
- مذاکرات هسته‌ای ایران و گروه ۱+۵ در استانبول آغاز شد

دور اول مذاکرات هسته‌ای دو روزه ایران و گروه ۱+۵ در استانبول آغاز شده‌است. بی‌بی‌سی فارسی ،خبر آن لاین
- تماشای فوتبال در سينماهای ایران برای زنان ممنوع شد

اداره اماکن وابسته به وزارت فرهنگ و ارشاد اسلامی ایران، ورود زنان به سالن‌های سينما برای تماشای مسابقات فوتبال را ممنوع کرد. اداره اماکن در تازه‌ترين دستور خود برای پخش مسابقات فوتبال جام ملت‌های آسيا در سالن‌های سينما، ورورد زنان را به اين سالن‌ها ممنوع کرد. اين تصميم پس از آن گرفته شد که علاقه‌مندان به تماشای فوتبال، عصر روز گذشته ديدار تيم‌های ملی فوتبال ايران و امارات را در سه پرديس سينمايی ملت، زندگی و آزادی تماشا کردند. رادیو زمانه، دویچه وله فارسی
- پارلمان اروپا خواستار آزادی نسرین ستوده شد

## ۲۲ ژانویه۲۰۱۱
- پایان «بی‌نتیجه» نخستین روز از مذاکرات هسته‌ای ایران و گروه ۱+۵ در استانبول

سعید جلیلی، مذاکره‌کننده ارشد تیم هسته‌ای ایران، در دو دور مذاکره گروهی با نمایندگان پنج عضو دائم شورای امنیت و آلمان، بطور دو به دو با کاترین اشتون، مسئول سیاست خارجی اتحادیه اروپا، سرگئی ریابکوف، معاون وزیر امور خارجه روسیه، وو هایلونگ، دستیار وزیر امور خارجه چین و احمد داوداغلو، وزیر امور خارجه ترکیه دیدار و گفت و گو کرد، اما در روز اول مذاکرات نتیجه‌ای حاصل نشد. بی‌بی‌سی فارسی، دویچه وله فارسی، رادیو فردا
- با میانجی‌گری ترکیه، سفیر سنگال به ایران بر می‌گردد

## ۲۳ ژانویه۲۰۱۱
- فتا، واحد جدید پلیس ایران برای کنترل فضای اینترنت

پلیس فضای تولید و تبادل اطلاعات ایران (با نام مختصر فتا)، با هدف مقابله با جرایم اینترنتی و حفاظت از اموال، منافع و اسرار ملی بر روی شبکه اینترنت، در ایران شروع به کارکرده‌است. اسماعیل احمدی مقدم فرمانده نیروی انتظامی ایران روز ۳ بهمن در مراسم شروع به کار فتا گفت: در حال حاضر تمام اقدامات تروریستی از طریق فضای مجازی صورت می‌گیرد، به نحوی که در پرونده مسعود علی‌محمدی نیز تمام طراحی‌های عملیاتی و مبادله اطلاعات بر محور اینترنت بود. بی‌بی‌سی فارسی
- مذاکرات استانبول میان ایران و گروه ۱+۵ «بدون پیشرفت» پایان یافت

کاترین اشتون، مسئول سیاست خارجی اتحادیه اروپا و مذاکره‌کننده ارشد گروه ۱+۵ در یک کنفرانس خبری گفت: «ایران برای لغو تحریم‌های بین‌المللی و نیز برای ادامه چرخه سوخت هسته‌ای شرایطی تعیین کرد، اما ما نتوانستیم این شرایط را قبول کنیم، زیرا ایران برای لغو تحریم‌ها باید اعتماد ما را به دست بیاورد». هم‌چنین سعید جلیلی نماینده ارشد مذاکره‌کننده ایران، اظهار امیدواری کرد که غرب بتواند با پیدا کردن نقاط مشترک، گفتگوها را ادامه دهد. بی‌بی‌سی فارسی، دویچه وله فارسی، رادیو فردا
- ویکی‌لیکس: «ایران یکی از بزرگ‌ترین قاچاقچیان مواد مخدر در دنیاست»

## ۲۴ ژانویه۲۰۱۱
- انفجار در فرودگاه مسکو دست‌کم ۳۵ کشته بر جای گذاشت

انفجار یک بمب در سالن پرواز فرودگاه بین‌المللی «دومودِدُوُو» مسکو، باعث کشته شدن دست‌کم ۳۵ نفر و زخمی شدن بیش از ۱۶۰ تن دیگر شد. خبرگزاری روسی ریا نوستی این خبر را از قول مقام‌های وزارت بهداشت روسیه نقل کرده و می‌گوید که این بمب احتمالاً توسط «یک بمب‌گذار انتحاری» منفجر شده‌است. فرودگاه بین‌المللی دوموددوو در شرق مسکو قرار دارد و از فرودگاه‌های پرتردد این کشور است. این فرودگاه عموماً به عنوان مدرن‌ترین فرودگاه مسکو معروف است اما پیش از این در مورد وضعیت امنیتی آن سؤالاتی مطرح بوده‌است. به گزارش خبرگزاری «اینترفاکس» روسیه، مأموران روسی می‌گویند که در محل این انفجار سر فردی ۳۰ تا ۳۵ ساله را «با ظاهر عرب» یافته‌اند که به باور این مأموران «به احتمال زیاد» متعلق به بمبگذار انتحاری است. این در حالی است که به گزارش همین خبرگزاری، دیگر مقام‌های امنیتی روسیه می‌گویند که فرد بمب‌گذار روز دوشنبه در فرودگاه مسکو «احتمالاً از اهالی قفقاز شمالی بوده‌است.» منطقه شمال قفقاز که جمهوری چچن نیز در آن واقع شده در سال‌های گذشته صحنه درگیری میان نیروهای روسی و اسلامگرایان محلی بوده‌است. رادیو فردا، بی‌بی‌سی فارسی
- نامه انتقادی احمدی‌نژاد به مجلس علیه مصوبات مجمع تشخیص

محمود احمدی‌نژاد رئیس‌جمهوری ایران در نامه‌ای به نمایندگان مجلس ایران، مجمع تشخیص مصلحت نظام را به «مخدوش‌‌کردن روند مدیریت کشور» متهم کرد و به انتقاد از «همراهی» رئیس مجلس و رئیس قوه قضائیه با این اقدام پرداخت. 
نامه آقای احمدی‌نژاد به مجلس ایران، بر خلاف روال معمول در نامه‌نگاری‌های حکومتی، به جای رئیس مجلس خطاب به «نمایندگان» نوشته شده و بدون جملات احترام‌آمیز رایج در مکاتبات رسمی پایان یافته‌است. محمود احمدی‌نژاد، از زمان پیروزی در انتخابات ریاست جمهوری دهم، در مناسبت‌های گوناگون علیه عملکرد مجمع تشخیص مصلحت نظام، مجلس و قوه قضائیه ایران به موضع‌گیری علنی پرداخته و این نهادها را متهم کرده که مانع از انجام وظیفه دولت می‌شوند. بی‌بی‌سی فارسی، تابناک
- یوزپلنگ‌های ایرانی زیرگونه منحصربفردی از گربه‌سانانند

## ۲۵ ژانویه۲۰۱۱
- مصری‌ها علیه حکومت حسنی مبارک دست به تظاهرات خیابانی زدند

پلیس ضد شورش در قاهره، پایتخت مصر با گاز اشک‌آور و ماشین‌های آب‌پاش به صفوف تظاهرکنندگان ضد دولتی حمله کرده‌اند. هزاران مخالف دولت حسنی مبارک، در اقدامی کم‌سابقه با الهام از ناآرامی‌های تونس که منجر به فرار و برکناری زین‌العابدین بن علی، رئیس‌جمهور این کشور شد، تجمعات ضد دولتی برگزار کرده‌اند. بی‌بی‌سی فارسی، گاردین
- «اسناد محرمانه» جنجال‌برانگیز صلح خاورمیانه

طبق اسنادی که توسط شبکه خبری الجزیره و روزنامه گاردین منتشر شده‌است، فلسطینی‌ها بیش از آنچه تاکنون گفته‌شده، آماده سازش با اسرائیل هستند. بر طبق «اسناد محرمانه» منتشره شده، فلسطینی‌ها به دولت اسرائیل از جمله پیشنهاد کرده‌اند که تمامی شهرک‌های یهودی‌نشین به جز یک شهرک در اورشلیم شرقی را نگاه دارند. فلسطینی‌ها در برابر خواستار قسمتی از خاک اسرائيل، از جمله بخشی در مرز کرانه باختری رود اردن، شده‌اند. به گزارش الجزیره، صائب عریقات، مذاکره‌کننده ارشد فلسطینی، به مذاکره‌کنندگان اسرائیلی پیشنهاد داده‌بود که به مدت ۱۰ سال، سالانه ۱۰هزار آواره فلسطینی – یعنی در مجموع ۱۰۰ هزار نفر از مجموع حدود ۶ میلیون آواره – به کشور تازه‌تاسیس فلسطین بازگردنده شوند. دویچه وله فارسی، الجزیره انگلیسی، گاردین
- نامزد مورد تائید حزب‌الله لبنان، نخست‌وزیر لبنان شد

## ۲۶ ژانویه۲۰۱۱
- پلیس قاهره با گاز اشک‌آور و باتوم به معترضان حمله کرد

پلیس ضد شورش مصر در دومین روز تظاهرات ضد دولتی در این کشور با تظاهرکنندگان درگیر شده‌است. معترضان امروز در برابر اتحادیه روزنامه‌نگاران مصر جمع شدند. در برابر ساختمان دیوان عالی مصر هم درگیری‌هایی گزارش شده‌است. هم‌چنین در دیگر نقاط مصر از جمله در سوئز نیز تظاهرات ضد دولتی برگزار شده‌است. وزارت کشور مصر از بازداشت پانصد نفر در ناآرامی‌های این کشور خبر داده‌است. بی‌بی‌سی فارسی، دویچه وله فارسی، یورونیوز فارسی
- سخنرانی سالانه باراک اوباما در کنگره آمریکا

باراک اوباما، رئیس‌جمهور ایالات متحده آمریکا، در سخنرانی وضعیت کشور، در حضور نمایندگان مجالس نمایندگان و مجلس سنا، اعضای دیوان عالی فدرال، فرماندهان ارشد نیروهای نظامی ایالات متحده آمریکا و هیئت وزیران آن کشور، سیاست‌های کلان دولت خود، در سال جاری میلادی را اعلام کرد. سخنرانی باراک اوباما در ساختمان اصلی کنگره ایالات متحده آمریکا در مرکز شهر واشینگتن دی.سی. انجام شد. باراک اوباما در سخنرانی موسوم به «وضعیت کشور»، بر امور داخلی آمریکا، به ویژه اقتصاد، بیکاری و کسری بودجه کلان دولت فدرال تمرکز کرد و شعار «آینده از آن ماست» را به دفعات تکرار کرد. بی‌بی‌سی فارسی، نیویورک تایمز
- حکم بازداشت رئیس‌جمهوری سابق تونس صادر شد

دولت جدید تونس حکم بازداشت بین‌المللی زین‌العابدین بن علی، رئیس‌جمهوری سابق این کشور را صادر کرده‌است. دولت تونس هم‌چنین در تلاش است تا بتواند برخی از اعضای خانواده زین‌العابدین بن علی از جمله همسرش، لیلا ترابلسی را بازداشت کند. آن‌ها در ارتباط با معاملات ملکی غیر قانونی و انتقال دارایی مردم تونس به خارج از کشور، مورد پیگرد قانونی قرار گرفته‌اند. بی‌بی‌سی فارسی
- هک شدن حساب کاربری بنیان‌گذار فیس‌بوک

به گفته کارشناسان سایت فیس‌بوک، یک اشکال نرم‌افزاری باعث هک‌شدن اکانت مارک زوکربرگ، بنیان‌گذار این سایت شده‌است. بی‌بی‌سی انگلیسی
- اجرای یک قطعه گم‌شدهٔ موسیقی بعد از ۲۵۰ سال

## ۲۷ ژانویه۲۰۱۱
- ده‌ها هزار نفر علیه دولت یمن تظاهرات کردند

ده‌ها هزار نفر در صنعا، پایتخت یمن، دست به تظاهرات خیابانی زده و خواستار کناره‌گیری علی عبدالله صالح، رئیس‌جمهوری این کشور از قدرت شده‌اند. علی عبدالله صالح سی سال است که این مقام را در اختیار داشته‌است. بی‌بی‌سی فارسی
- روسیه: «استاکس‌نت می‌توانست چرنوبیل جدیدی در ایران ایجاد کند»

دمیتری روگوزن، سفیر روسیه در سازمان پیمان آتلانتیک شمالی خواستار بررسی «حمله سایبری به تاسیسات اتمی ایران» شده و هشدار داد که کرم رایانه‌ای استاکس‌نت می‌توانست فاجعه‌ای هسته‌ای، مانند حادثه چرنوبیل در بوشهر به راه اندازد. ویروس موسوم به «استاکس‌نت» که گفته می‌شود تاسیسات اتمی بوشهر را آلوده کرده، موجب تخریب سانتریفوژهای غنی‌سازی اورانیوم ایران شد. بی‌بی‌سی فارسی
- سنگسار یک زوج افغان توسط طالبان

## ۲۸ ژانویه۲۰۱۱
- با گسترش نآرامی‌ها، البرادعی وارد مصر شد

هم‌زمان با گسترش تظاهرات ضد حکومتی در مصر، محمد البرادعی، برنده جایزه صلح نوبل و سیاست‌مدار اپوزوسیون مصری وارد قاهره شده‌است. محمد البرادعی اعلام کرده که چنان‌چه از او خواسته شود، «آماده است رهبری تحولات سیاسی مصر را بر عهده گیرد». بی‌بی‌سی فارسی، یورونیوز فارسی
- سخنگوی جدید کاخ سفید معرفی شد

جی کارنی، یکی از دستیاران جو بایدن، معاون رئیس‌جمهوری ایالات متحده آمریکا به عنوان مدیرکل روابط عمومی و  سخنگوی جدید کاخ سفید انتخاب شده‌است. جی کارنی، قرار است با کناره‌گیری رابرت گیبز، سخنگوی کنونی کاخ سفید، جایگزین او شود. جی کارنی، یک روزنامه‌نگار باسابقه است و در دوران ریاست‌جمهوری بیل کلینتون و جورج دبلیو بوش، خبرنگار حوزه کاخ سفید مجله تایم بود. بی‌بی‌سی فارسی
- توقف پخش برنامه رادیویی «جام جهان‌نما» از بی‌بی‌سی فارسی

## ۲۹ ژانویه۲۰۱۱
- پنجمین روز اعتراضات؛ هشدار ارتش به مردم برای عدم تجمع

صدها هزار معترض، برای پنجمین روز متوالی در مرکز قاهره، پایتخت مصر جمع شده و خواهان استعفای حسنی مبارک، رئیس جمهور مصر شدند. نیروهای ارتش مصر و سربازان با خودروهای زرهی در خیابان‌ها حضور دارند، اما تاکنون این نیروها دست به اقدامی علیه تظاهرکنندگان نزده‌اند. در واکنش به ادامه ناآرامی‌ها، ارتش زمان مقررات منع آمد و شد را افزایش داده‌است، به این ترتیب، این مقررات در قاهره، اسکندریه و سوئز از ساعت چهار بعد از ظهر تا هشت صبح اعلام شده‌است. بی‌بی‌سی فارسی، دویچه وله فارسی
- رئیس‌جمهور مصر دولت را برکنار کرد

در پی ادامه اعتراضات و ناآرامی‌های سراسری در مصر، حسنی مبارک، رئیس‌جمهوری این کشور، برای نخستین‌بار از زمان شروع تظاهرات با مردم این کشور صحبت کرد. حسنی مبارک در سخنرانی تلویزیونی خود، به مردم مصر وعده داد برای اصلاحات اجتماعی، اقتصادی و سیاسی تلاش کند. او هم‌چنین از دولت احمد نظیف، نخست‌وزیر این کشور خواست استعفا دهد و از تشکیل دولت جدید خبر داد. حسنی مبارک هم‌چنین از عمل‌کرد نیروهای امنیتی در برخورد با مخالفان دفاع کرد. بی‌بی‌سی فارسی، دویچه وله فارسی، یورونیوز فارسی، نیویورک تایمز،  الجزیره انگلیسی
- داریوش همایون درگذشت

## ۳۰ ژانویه۲۰۱۱
- علی‌اکبر صالحی وزیر امور خارجه ایران شد

با رای اعتماد نمایندگان مجلس ایران علی اکبر صالحی وزیر امور امور خارجه این کشور شد. صالحی که یک هفته پیش از سوی محمود احمدی نژاد به عنوان وزیر پیشنهادی امور خارجه به مجلس معرفی شده بود، توانست روز یکشنبه دهم بهمن از مجموع ۲۴۱ نماینده حاضر، رای موافق ۱۴۶ نفر را به دست آورد. تعداد مخالفان آقای صالحی در مجلس نیز کم نبود و ۶۰ نماینده به وی رای مخالف دادند و ۳۵ نفر نیز رای ممتنع. صالحی یک ماه و نیم پیش در پی برکناری منوچهر متکی از وزارت امور خارجه ایران، از سوی آقای احمدی نژاد به سرپرستی این وزارتخانه منصوب شده بود. علی مطهری نماینده تهران به عنوان مخالف وزارت آقای صالحی گفت که «برخی ساختارها در وزارت خارجه وجود دارد که صالحی قادر به اصلاح آن نیست.» بی‌بی‌سی فارسی
- دیدار حسنی مبارک با فرماندهان ارشد نظامی

در ششمین روز اعتراضات دولتی، حسنی مبارک، رئیس جمهوری مصر از یک پایگاه نظامی دیدار کرد. در این دیدار، عمر سلیمان معاون رئیس جمهور که روز گذشته منصوب شد و مارشال طنطاوی، وزیر دفاع همراه او بودند. به گزارش تلویزیون دولتی مصر، مبارک در جریان این دیدار که با حضور فرماندهان ارشد انجام شد اقدامات امنیتی اتخاذ شده را مورد بحث و بررسی قرار داد. گزارش‌ها از مصر همچنین حاکی است که اخوان المسلمین، مهمترین گروه مخالف دولت، حمایت خود را از محمد البرداعی از منتقدان بانفوذ برای مذاکره با دولت اعلام کردند.بی‌بی‌سی فارسی
- ۹۹ درصد از مردم در جنوب سودان به استقلال رای دادند

اولین نتیجه کامل همه‌پرسی استقلال جنوب سودان نشان می‌دهد که ۹۹٫۵۷ درصد از مردم سودان جنوبی به جدایی از شمال رای داده‌اند. همه‌پرسی استقلال جنوب سودان بر اساس بخشی از توافق‌نامه جامع صلح در سال ۲۰۰۵ میلادی، میان جنبش آزادی‌بخش خلق سودان و حکومت مرکزی سودان مورد توافق قرار گرفته‌بود. این توافق‌نامه به دو دهه جنگ داخلی در سودان پایان داد. بی‌بی‌سی فارسی
- هلند تماس‌های دیپلماتیک خود با ایران را به حال تعلیق در آورد

دولت هلند در اعتراض به اعدام زهرا بهرامی، زنی که دارای ملیت دوگانه ایرانی-هلندی بوده، کلیه تماس‌های دیپلماتیک خود با ایران را به حال تعلیق درآورده‌است. وزارت امور خارجه هلند با توصیف حکومت جمهوری اسلامی ایران به عنوان «حکومتی با رفتار دوران بربریت»، اعلام کرد که عمیقا از اعدام «وحشیانه» زهرا بهرامی «شوکه» شده‌است. بی‌بی‌سی فارسی، رادیو زمانه
- افزایش فشار جهانی بر رهبر مصر برای اصلاحات

## ۳۱ ژانویه۲۰۱۱
- کابینه جدید مصر سوگند یاد کرد